# Pic Margalida
El pic Margalida és una muntanya de 3.241 m d'altitud i una prominència de 41 m que es troba al massís de la Maladeta, a la província d'Osca (Aragó).